# مهین‌بانو خانم
مهین‌بانو خانم (۱۵۱۹–۱۵۶۲) شاهدخت ایرانی و دختر شاه اسماعیل یکم و تاجلی بیگم بود. او همچنین کوچک‌ترین خواهر شاه تهماسب یکم بود و تأثیر سیاسی و فرهنگی چشمگیری داشت.

## زندگی‌نامه
مهین بانو خانم در سال ۱۵۱۹ در تبریز به دنیا آمد. وی در سن پنج سالگی پدرش شاه اسماعیل یکم را از دست داد و تحت آموزش عالی در دربار قرار گرفت. وی به سیاست علاقه زیادی داشت و مادرش تاجلی بیگم او را به خوبی با آن آشنا کرد. مهین بانو بعد از مرگ مادرش در سال ۱۵۴۰ به عنوان یگانه مشاور برادرش، شاه طهماسب انتخاب شد. مهین‌بانو در طول سلطنت برادر خود به بزرگ‌ترین بانوی امپراتوری صفوی مشهور بود. وی هرگز ازدواج نکرد و تمامی زندگی خودش را وقف دولت پدر و برادرش کرد، اما بعد از مرگ بهرام میرزا، سرپرستی سه فرزند او را به نام‌های، سلطان حسین میرزا، سلطان ابراهیم میرزا و سلطان بدیع‌الزمان میرزا را بر عهده گرفت و آن هارا بزرگ کرد سپس با خواست او دو پسر کوچکتر بهرام میرزا با دو دختر بزرگ شاه طهماسب ازدواج کردند و مهین بانو پس از آن لقب سلطانم گرفت. مهین بانو سلطانم سرانجام در سال ۱۵۶۲ درسن ۴۳ سالگی در قزوین از دنیا رفت و به وصیت خودش در اردبیل در آرامگاه پدرش دفن شد.

### سیاست
مهین بانو سلطانم از زمان مرگ مادرش تا زمان مرگ خود، به مدت ۲۲ سال در سیاست حضور داشت. وی همواره با خرم سلطان نامه‌نگاری می‌کرد و دلیل آن‌ها حملات زیاد عثمانی‌ها به آذربایجان و پناهنده شدن شاهزاده بایزید در قزوین بود و پس از مرگ خرم این نامه نگاری‌ها با مهرماه سلطان دختر خرم سلطان ادامه پیدا کرد. البته همواره در میان این نامه نگاری‌ها هدیه‌هایی دوجانبه نیز رد و بدل می‌شد که مشهورترین آن‌ها فرش ایرانی است که به خرم سلطان هدیه شد. وی همچنین با حمیده بانو بیگم ملکه دربار گورکانیان نیز نامه نگاری داشته است.

### اعتقادات
وی همچون دیگر اعضای خانواده به باورهای شیعی مقید بود و اهل توبه و دیانت و عمل به امور شرعی بود. در سفر زیارتی خود به مشهد، پنجره طلا را سامان داده و بار دیگر، اسباب و قنادیل همراه برد و جمیع سادات و علما و فضای آنجا را تفقّد نمود. همچنین هر ساله مبلغی کلی را وقف بر چهارده معصوم می‌کرد و تولیت آن را هم با پادشاه وقت قرار می‌داد. علی‌رغم آنکه بین‌النهرین از ایران و حاکمیت صفویه خارج شده بود، وی هر ساله مبلغ قابل توجهی را برای اهالی کربلا، نجف، جبل عامل، سادات مدینه و هزینهٔ اسباب و یراق آستان‌های مقدس ارسال می‌کرد.
وی جواهرات خود را وقف امام زمان و امام رضا کرده بود. شاه تهماسب به باور بحث‌برانگیز شیعی دربارهٔ ظهور قریب‌الوقوع مهدی پایبند بود. او از ازدواج خواهر محبوبش، مهین‌بانو سلطان، جلوگیری کرد، زیرا او را به عنوان عروس حجت بن الحسن (مهدی) نگه داشته بود.